# Ròcabruna (Gironda)
Ròca Bruna (en francès Roquebrune) és un municipi francès situat al departament de la Gironda i a la regió de la Nova Aquitània.

## Demografia
| 1962                                       | 1968 | 1975 | 1982 | 1990 | 1999 | 2007 |
| ------------------------------------------ | ---- | ---- | ---- | ---- | ---- | ---- |
| 282                                        | 258  | 237  | 230  | 213  | 217  | 227  |
| Des de 1962: població sense dobles comptes |      |      |      |      |      |      |

## Administració
| Període   | Identitat      | Partit |
| --------- | -------------- | ------ |
| 2001-2008 | Paul Granereau |        |
| 2008-     | Jean Nouvel    |        |